# 中間圏
|                          | 宇宙空間    |        |          |
|                          | 約10,000 km |        |          |
|                          | 外気圏      |        |          |
|                          | 800 km      |        |          |
|                          | 熱圏        |        |          |
|                          | 電離層      |        |          |
| (カーマン・ライン)       | (100 km)    |        |          |
|                          | 80 km       |        |          |
|                          | 中間圏      |        |          |
|                          | 50 km       |        |          |
|                          | 成層圏      |        |          |
|                          | オゾン層    |        |          |
| 11 km                    |             |        |          |
|                          | 対流圏      |        | 自由大気 |
| 1 km                     | 対流圏      |        |          |
|                          | 対流圏      | 境界層 |          |
| 0 km                     | 対流圏      |        |          |
| ※高度は中緯度の平均 / 表 |             |        |          |

中間圏（ちゅうかんけん、英: mesosphere）は、地球の大気の層の一つ。

## 概要
大気の鉛直構造において下から3番目（高度50kmから約80km）、成層圏と熱圏の間に位置する。成層圏との境界を成層圏界面、熱圏との境界を中間圏界面という。日本語からも分かるが、英語の"meso"とは、ギリシャ語の「中間、中央」などといった意味からきている。

## 中間圏の特徴
中間圏の下、成層圏では気温が高度とともに増加するのに対して、中間圏では対流圏と同じように高度（気圧）に比例して気温が減少する。成層圏界面ではオゾン濃度が高いためにオゾンが紫外線を吸収して平均約-2.5℃、高いときには0℃前後あるのが、高度とともにオゾン濃度が減少し、中間圏界面では平均約-92.5℃の低温である。したがって中間圏界面付近は通常、大気の鉛直構造の内、一番低温な部分となっている。こう見ると中間圏でも対流圏のような対流が起こるのではないかと思う向きもあろうが、中間圏における平均的な気温減率は対流圏よりも小さく、対流は多少見られても比較的安定な状態が多く高気圧・低気圧の発生は見られない。中間圏では大気密度が非常に低いために、この付近での熱構造は主に酸素分子が太陽からの紫外線を吸収し、大気を加熱することと、二酸化炭素が赤外線を放射することによる冷却の両者のつりあいによって決定している。
中間圏では冬よりも夏の方が温度が低い状態にある。これは冬季に大気下層からの熱が大規模波動によって活発に輸送されるためである。したがって、夏季には中間圏界面では-100℃以下になるので、夜光雲という特殊な薄い雲が観測されることもある。中間圏界面付近から上では大気に含まれる原子・分子が太陽からの紫外線によって電離し自由電子が増加する。このような大気が電離している層を電離層といい、この最下層にあたるD層は中間圏界面付近に位置し中間圏上層は電子密度が比較的多い状態となっている。
中間圏において高・低気圧の発生はないと、前に述べたが、中間圏では大気密度が非常に小さいことから、下層からプラネタリー波などの長周期波動が上方伝播した際、擾乱の振幅が相対的に大きくなる。こうした波動現象により、振幅が極端に大きい場所では力学的に不安定になっている部分もある。また、この波動現象は付近の大気大循環に大きな影響を与えていると見られる。
また規模が大きい噴火が起きた場合、火山噴出物が中間圏にまで入り込むことが知られている(2022年のフンガ・トンガ噴火など)。かつてソ連が行ったツァーリ・ボンバによる核実験では、キノコ雲が高度60kmの中間圏にまで達した。

## 関連するSF映画
SF映画『サイレント・ワールド2011 地球氷結』（Arctic Blast、2010年）は、人類の活動によりオゾン層に空いた裂け目から中間圏の冷気がオーストラリア周辺に吹き下ろし、人々が一瞬で凍死したり、航空機が墜落したりするパニックを扱っている。